# Chen Long
Chen Long (Jingzhou, 18 de janeiro de 1989) é um jogador de badminton da República Popular da China. campeão olímpico no individual em 2016.

## Carreira

### Londres 2012
Conquistou a medalha de bronze nos Jogos Olímpicos de Verão de 2012 em Londres.

### Rio 2016
Chen Long conquistou a medalha de ouro no individual, graças a queda prematura de seu compatriota Lin Dan, e vencer o malaio Lee Chong Wei, na grande final.